# Clemente Lequio
Clemente Lequio od Assabe (Pinerolo, 25. studenog 1857. – Pinerolo, 1. ožujka 1920.) je bio talijanski general i vojni zapovjednik. Tijekom Prvog svjetskog rata zapovijedao je Zonom Carnijom na Talijanskom bojištu.

## Vojna karijera
Clemente Lequio je rođen 25. studenog 1857. u Pinerolu. Djetinjstvo provodi u rodnom Pinerolu gdje pohađa osnovnu školu. Potom se zajedno s obitelji seli najprije u Milano, a nakon toga u Napulj i Veronu u kojim gradovima nastavlja svoje školovanje. U listopadu 1874. počinje pohađati Vojnu školu u Modeni, te nakon godine dana Vojnu akademiju u Torinu. Istu završava u srpnju 1878. nakon čega služi u 14. artiljerijskoj pukovniji. Godine 1880. promaknut je u čin poručnika, dok 1882. počinje pohađati Ratnu školu koju završava nakon tri godine. Godine 1885. unaprijeđen je u čin satnika, da bi početkom iduće, 1886. godine, počeo služiti u Glavnom stožeru i to najprije u Rimu, te potom u Milanu, Piacenzi i na kraju ponovno u Rimu. Godine 1893. promaknut je u čin bojnika, te upućen u Cuneo na službu u 81. pješačku pukovniju. Nakon toga, 1895. imenovan je vojnim povjerenikom za željeznice sa zadatkom organizacije istih u slučaju rata. Kada je 1896. izbio Prvi talijansko-abesinski rat zatražio je da ga se uputi na bojište, ali tom njegovom zahtjevu nije udovoljeno. Godine 1897. promaknut je u čin potpukovnika, nakon čega tri godine obnaša dužnost načelnika divizije smještene u Rimu. Čin pukovnika dostiže 1902. godine, da bi potom zapovijedao 92. pješačkom pukovnijom. Godine 1905. imenovan je voditeljem odsjeka pri Glavnom stožeru, dok je 1908. godine promaknut u čin general bojnika. Te iste godine postaje zapovjednikom Brigade Ancona kojom zapovijeda iduće dvije godine. U kolovozu 1910. imenovan je zapovjednikom 2. alpinske brigade.
Nakon izbijanja Talijansko-turskog rata u studenom 1911. upućen je u Libiju gdje je imenovan zapovjednikom Mješovite brigade. Zapovijedajući istom ističe se u borbama u istočnoj Tripolitaniji, posebice regiji Gebel. U srpnju 1912. postaje zapovjednikom Specijalne divizije, te zapovijeda svim talijanskim jedinicama oko Tripolija. U prosincu 1912. premješta stožer svoje divizije u Gartian koji je polazna točka njegovog napredovanja i zauzimanja Assabe. U travnju 1913. obaviješten je da je promaknut u čin general poručnika, nakon čega se u srpnju vraća u Italiju. Po povratku u Italiju je odlikovan vojnim redom Savoja, te imenovan Inspektorom brdskih trupa. 

## Prvi svjetski rat
Nakon ulaska Italije u rat na strani Antante Lequio je zbog poznavanja planinskog načina ratovanja imenovan zapovjednikom Zone Carnie čije su jedinice bile raspoređene duž Karnskih Alpa. Tijekom Tirolske ofenzive 21. svibnja 1916. imenovan je zapovjednikom svih jedinica koje su se nalazile na visoravni Asiago. Uspijeva zaustaviti austrougarsko napredovanje, te sudjeluje i u protunapadu. Međutim, usprkos toga vraćen je na svoju dužnost zapovjednika Zone Carnia, te je u studenom na tom mjestu zamijenjen s Giuliom Tassonijem. Lequio preuzima zapovjedništvo nad XXVI. korpusom kojim zapovijeda do travnja 1917. kada je imenovan zapovjednikom Napadne zone Sjever. Od listopadu 1917. premješten je u pričuvu. Međutim, već u prosincu 1917. vraćen je u aktivnu službu, te imenovan predsjednikom Središnjeg povjerenstva Nacionalnih dobrovoljačkih milicija. Početkom kolovoza 1918. raspoređen je na dužnost u stožer korpusa sa sjedištem u Genovi.

## Poslije rata
Po završetku rata Lequio se razbolio. Preminuo je 1. ožujka 1920. u 63. godini života u Pinerolu. U ožujku 1936. u rodnom Pinerolu podignut mu je spomenik. Postumno, kraljevskim dekretom od 7. travnja 1940. zbog zasluga u Talijansko-turskom ratu i osvajanju Assabe dopušteno mu je da uz prezimenu doda naslov "od Assabe".